# Norin
Norin (także Norilj) – rzeka w Chorwacji. Jest dopływem Neretwy, do której wpada w okolicy Kuli Norinskiej.
Swe źródła ma przy granicy bośniacko-chorwackiej. W 1965 roku na odcinku rzeki w okolicach Prudu utworzono ornitologiczny rezerwat. 